# Nervosa (groupe)
Pour les articles homonymes, voir Nervosa.
Nervosa est un groupe brésilien de death et thrash metal, originaire de São Paulo. Le groupe est signé chez Napalm Records et compte cinq albums studio et un EP.

## Histoire
Le groupe est formé en 2010 par la guitariste Prika Amaral et la batteuse Fernanda Terra, quelques mois plus tard Karen Ramos rejoint le groupe en tant que deuxième guitariste. Un an et demi plus tard, la bassiste Fernanda Lira rejoint le groupe tandis que Karen Ramos le quitte. Karen Ramos vivait loin de São Paulo et ne pouvait donc que rarement participer aux répétitions du groupe. Les musiciennes restantes, qui avaient auparavant joué dans des groupes exclusivement féminins, décident alors de continuer en trio. L'ancienne batteuse et membre fondatrice Fernanda Terra joue pour le groupe de 2010 à fin 2012.
En 2012, le groupe sort la démo Time of Death et produit un clip vidéo pour la chanson Masked Betrayer. La batteuse Fernanda Terra quitte le groupe peu de temps après et est remplacée par Pitchu Ferraz. En mai 2012, le groupe est signé par le label autrichien Napalm Records. Le groupe enregistre son premier album en 2013, Victim of Yourself, produit par Heros Trench et Marcello Pompeu par le groupe brésilien de thrash metal Korzus.
Les enregistrements du deuxième album studio Agony commence en janvier 2016 aux États-Unis. Il est produit par Brendan Duffey.
En février 2018, le groupe enregistre son troisième album studio Downfall of Mankind avec la nouvelle batteuse Luana Dametto et le producteur Martin Furia : l'album sort le 1er juin 2018. João Gordo du groupe Ratos de Porão, Rodrigo Oliveira du groupe Korzus et Michael Gilbert du groupe Flotsam and Jetsam apparaissent comme musiciens invités.
En avril 2020, la bassiste et chanteuse Fernanda Lira et la batteuse Luana Dametto quittent Nervosa et fondent leur propre projet Crypta ; Amaral décrit la séparation comme amicale et uniquement basée sur des différences musicales. Elles sont remplacées par la chanteuse Diva Satanica (Bloodhunter), la bassiste Mia Wallace (Abbath) et la batteuse Eleni Nota. Avec cette nouvelle formation, Nervosa en tant que groupe de quatre enregistre son quatrième album studio Perpetual Chaos, qui publie le 22 janvier 2021. Les invités spéciaux sont Schmier from Destruction, Eric A.K. de Flotsam and Jetsam et Guiherme Miranda,. Prika parle du line-up international qui comprend maintenant des membres du Brésil, d'Italie, d'Espagne et de Grèce, comme d'un choix logistique, en disant que les questions de voyage et les tournées fonctionneront beaucoup mieux. Nervosa commence à tourner dans le monde entier pour soutenir Perpetual Chaos un an après sa sortie,. En avril 2022, selon Diva Satánica, Nervosa commence à écrire de nouveaux morceaux pour leur cinquième album studio.
Fin août 2022, il est annoncé que la batteuse Eleni Nota a quitté le groupe en raison de problèmes de santé et qu'elle est remplacée par Nanu Villalba. Moins de quatre mois plus tard, après avoir terminé la tournée en Amérique du Sud, il est annoncé que Villalba quitte le groupe en raison d'un « manque d'accord commun ».
En janvier 2023, Helena Kotina (qui avait remplacé Mia Wallace à la basse en 2022) rejoint le groupe en tant que deuxième guitariste. Il est révélé qu'elle avait rejoint le groupe en mars 2021, quelques mois après la sortie de Perpetual Chaos. Il est également annoncé que le groupe s'était séparé de la chanteuse Diva Satánica en septembre 2022. Fin mars 2023, le groupe annonce plusieurs changements dans le lineup : la guitariste fondatrice Prika Amaral sera également la chanteuse principale du groupe à l'avenir, la bassiste Mia Wallace est remplacée par Hel Pyre (mais jouera encore occasionnellement en concert), et la nouvelle batteuse du groupe est Michaela Naydenova. Le groupe sort également les nouveaux singles Endless Ambition et Seed of Death de leur prochain album, Jailbreak, qui sort le 29 septembre 2023.
En janvier 2024, Michaela Naydenova annonce son départ du groupe pour « expérimenter davantage dans le domaine musical ». Elle est remplacée par Gabriela Abud. 

## Membres

### Membres
- Prika Amaral - guitares (depuis 2010), voix principale (2010-2011, depuis 2023), chœurs (2011-2023)
- Helena Kotina - guitares (depuis 2021)
- Hel Pyre - basse (depuis 2023)
- Gabriela Abud - batterie (depuis 2024)

### Anciens membres
- Fernanda Terra - batterie (2010-2012)
- Karen Ramos - guitares (2010-2011)
- Fernanda Lira - basse, voix principale (2011-2020)
- Jully Lee - batterie (2012)
- Pitchu Ferraz - batterie (2013-2016)
- Luana Dametto - batterie (2016-2020)
- Eleni Nota - batterie (2020-2022)
- Diva Satánica (Rocio Vázquez) - voix principale (2020-2022)
- Mia Wallace - basse (2020-2023)
- Nanu Villalba - batterie (2022)
- Michaela Naydenova - batterie (2023-2024)

### Anciens membres live
- Amílcar Christófaro - batterie (2012, 2014)
- Samantha Landa - batterie (2016)
- Aira Deathstorm - batterie (2016)
- Simone van Straten - guitares (2017)
- Helena Kotina - basse (2022)
- Emmelie Herwegh - basse (2023, 2024)
- Mia Wallace - basse (invitée, 2024)
- Michaela Naydenova - batterie (2024)

## Discographie
- 2014 : Victim of Yourself
- 2016 : Agony
- 2018 : Downfall of Mankind
- 2021 : Perpetual Chaos
- 2023 : Jailbreak